# Alioth (Debian)
AliothはDebianプロジェクト内で稼働していたFusionForgeシステムである。その目的は、（とりわけDebianで使用される）自由なソフトウェアの開発・ドキュメントの作成である。
Aliothでホストされているプロジェクトのソフトウェアには、debパッケージが存在するものがほとんどである。しかしながら、いくつかはDebianプロジェクト内には含まれないプロジェクトもホストされている。例えば、フリーなスキャナドライバを作成するプロジェクト、SANEプロジェクトなどがある。

## 略歴
Aliothは、2003年3月にDebianプロジェクトへの導入が発表された。オリジナルのAliothが使用していたホスティング用ソフトウェアはSourceForgeのコードをベースにしていたが、SourceForgeの商用化により、二度手間をかけることを避ける目的で、その自由ソフトウェアバージョンである、GForgeを利用することとなった。2009年よりAliothはGForgeの後継である、FusionForge呼ばれるソフトウェアで稼働している。
Aliothの管理者は、当初、Raphaël HertzogとRoland Masだった。現在は、Christian Bayle、Roland Mas、Stephen Gran、Tollef Fog Heenとなっている。
2017年12月にGitLabベースのSalsaがベータ公開され、Aliothのサービスは終了することがアナウンスされた。2018年2月にはSalsaが一般公開され、正式にAliothはサービスを終了した。